# Michel Delgado
Pour les articles homonymes, voir Delgado.
Michel Delgado est un auteur, scénariste et réalisateur, né en 1956.

## Biographie
Michel Delgado a été le scénariste de films comme L'Enquête corse, L'Auberge rouge (avec Christian Clavier, Josiane Balasko, Gérard Jugnot…) ou encore La Vengeance d'une blonde. Il a aussi cumulé les rôles de scénariste et réalisateur avec son film Bouquet Final. Michel Delgado s'est aussi investi dans le théâtre, notamment en collaborant avec Fabrice Blind.

## Filmographie

### Réalisateur
- 2008 : Bouquet final (+ scénario)

### Scénariste
- 1993 : Les Ténors de Francis de Gueltzl
- 1994 : La Vengeance d'une blonde de Jeannot Szwarc
- 1996 : Les Deux Papas et la Maman de Jean-Marc Longval et Smaïn
- 1997 : Les Sœurs Soleil de Jeannot Szwarc
- 1999 : Recto/Verso de Jean-Marc Longval
- 2002 : L'Été rouge, épisodes 1.1 et 1.2 (mini-série TV)
- 2004 : L'Enquête corse de Alain Berberian
- 2007 : Ali Baba et les 40 voleurs de Pierre Aknine (téléfilm)
- 2007 : Ce soir, je dors chez toi de Olivier Baroux
- 2007 : L'auberge rouge de Gérard Krawczyk
- 2008 : Le Monde est petit de Régis Musset (téléfilm)
- 2008 : Bouquet final (+ réalisation)
- 2009 : Tricheuse de Jean-François Davy
- 2009 : Bambou de Didier Bourdon
- 2011 : On ne choisit pas sa famille de Christian Clavier
- 2012 : Le Bonheur des Dupré de Bruno Chiche (téléfilm)
- 2012 : Merlin de Stéphane Kappes (téléfilm)
- 2017 : Mission Pays basque de Ludovic Bernard (film)

### Acteur
- 1993 : Les Ténors de Francis De Gueltz
- 1999 : Recto/Verso de Jean-Marc Longval : le caissier
- 2004 : L'Enquête corse  de Alain Berberian : le client bouledogue
- 2004 : Au secours, j'ai 30 ans ! de Marie-Anne Chazel